# Robert FitzRoy
Robert FitzRoy (Ampton Hall, 5 luglio 1805 – Londra, 30 aprile 1865) è stato un navigatore, esploratore e meteorologo britannico.
Fu celebre per aver condotto, in qualità di comandante, il brigantino HMS Beagle nel viaggio in Patagonia e nello stretto di Magellano, trasportando come membro della spedizione scientifica il naturalista Charles Darwin, la cui esperienza fu la scintilla che innescò le teorie di quest'ultimo sull'origine delle specie. Durante il viaggio sul brigantino Beagle, Robert FitzRoy tenne un diario di bordo sul quale annotava le proprie esperienze, proprio come faceva lo stesso Darwin. FitzRoy è anche considerato uno dei pionieri delle previsioni meteorologiche, egli infatti fu l'iniziatore di quella che oggi è chiamata meteorologia sinottica.

## Biografia

### Primi anni
Robert FitzRoy nacque il 5 luglio 1805 ad Ampton Hall, Ampton, Suffolk, Inghilterra, nel periodo della massima affermazione dell'aristocrazia e nella tradizione del pubblico servizio. Tramite suo padre, Lord Charles FitzRoy, Robert era discendente di Carlo II d'Inghilterra; sua madre, Lady Frances Stewart, era sorellastra di Lord Castlereagh, ministro degli esteri inglese al Congresso di Vienna. Dall'età di quattro anni Robert visse a Wakefield Lodge nel Northamptonshire, la tenuta della famiglia FitzRoy. Il fratellastro di Robert, Sir Charles FitzRoy era il governatore del Nuovo Galles del Sud e Governatore delle Isole del Principe Edward.

### Carriera
Nel febbraio del 1818, a soli 12 anni, entrò a far parte del Royal Naval College e l'anno seguente entrò nella Royal Navy. Completò il suo corso con successo e nel 1824 fu promosso tenente di vascello avendo passato l'esame con il massimo del punteggio. Dopo aver prestato servizio sul HMS Thetis, nel 1828 fu assegnato come tenente di vascello, aiutante di bandiera dell'ammiraglio Robert Otway. In quegli anni il Beagle stava effettuando dei rilevamenti idrografici nella Terra del Fuoco sotto comando di Pringle Stokes alle dipendenze del comandante Phillip Parker King. Stokes fu colto da attacchi di depressione e si suicidò sparandosi. La nave, orfana del comandante, salpò per Rio de Janeiro dove il 15 dicembre 1828 Otway nominò Robert FitzRoy comandante protempore. Finalmente nel 1830 FitzRoy divenne il comandante effettivo del Beagle, affermando la propria reputazione.

#### L'incontro con i Fuegini
Durante i rilevamenti alcuni dei suoi uomini erano accampati sulla costa quando un gruppo di Fuegini sopraggiunse verso la loro barca. La loro imbarcazione venne inseguita e dopo una schermaglia le famiglie "colpevoli" vennero catturate come ostaggi. Alla fine FitzRoy tenne un ragazzo, una bambina e due uomini e non potendoli più riportare a riva decise di civilizzare i "selvaggi" insegnando loro l'inglese, la dottrina cristiana e l'uso degli strumenti dell'uomo civile. Vennero dati loro dei nomi: Fuegia Basket, Jemmy Button, York Minster e Boat Memory: tutti a parte quest'ultimo, morto per un'infezione, furono portati alla corte d'Inghilterra.

### Viaggio sulBeagle
Il secondo viaggio del Beagle con FitzRoy come comandante iniziò il 27 dicembre 1831 da Devonport, Charles Darwin allora ventiduenne faceva parte della spedizione come naturalista.
In questo viaggio gli indigeni della Terra del Fuoco furono riaccompagnati presso la loro popolazione. Il viaggio di circumnavigazione terminò a ottobre del 1836.

### Maturità
Eletto deputato e successivamente governatore della Nuova Zelanda, incarico che dovette lasciare dopo soli due anni a causa delle inimicizie nei suoi confronti da parte dei maggiorenti britannici locali, nel 1854 divenne direttore del nascente ufficio meteorologico inglese. Pioniere di questa scienza nata per esigenze legate alla marineria, fu sua anche l'idea di pubblicare le previsioni meteorologiche sui giornali per renderle disponibili al grande pubblico.
Compiendo un percorso che lo portò dalla simpatia per le idee illuministe di Voltaire della gioventù fino a una stretta osservanza dei dogmi religiosi nella vecchiaia, nel 1859 contestò vivamente le teorie illustrate ne L'origine delle specie dal suo vecchio compagno di viaggio Charles Darwin.
Fece adottare un particolare strumento meteorologico, che da lui prese il nome di barometro FitzRoy o barometro da tempesta (storm glass); questo strumento è costituito da una provetta di vetro sigillata, contenente una soluzione chimica che modifica il proprio aspetto all'approssimarsi di variazioni meteorologiche. L'appellativo di barometro (o anche "baroscopio") è tuttavia improprio, perché questo strumento in realtà non reagisce alla pressione atmosferica in sé.
Criticato per i continui insuccessi delle previsioni meteorologiche, ben lungi dall'essere basate sull'attuale analisi informatica di grande mole di dati raccolti con i più disparati mezzi tecnici, si suicidò tagliandosi la gola nel 1865, come aveva fatto suo zio Lord Castlereagh.
Robert FitzRoy è sepolto a Londra nel cimitero di fronte alla chiesa di Tutti i Santi nell'Upper Norwood. La tomba è stata restaurata dall'Ufficio Meteorologico Britannico nel 1981.

## Opere
- (EN) The Narrative of the Surveying Voyages of His Majesty's Ships Adventure and Beagle, Between the Years 1826 and 1836, 1839.

## Ascendenza
|                                           |                   |                                     | Genitori          |  |  | Nonni |  |  | Bisnonni              |  |  | Trisnonni                           |  |
|                                           |                   |                                     |                   |  |  |       |  |  | lord Augustus FitzRoy |  |  | Charles FitzRoy, II duca di Grafton |  |
|                                           |                   |                                     |                   |  |  |       |  |  | lord Augustus FitzRoy |  |  | Charles FitzRoy, II duca di Grafton |  |
|                                           |                   | lady Harriet Beaufort Somerset      |                   |  |  |       |  |  | lord Augustus FitzRoy |  |  |                                     |  |
| Augustus FitzRoy, III duca di Grafton     |                   |                                     |                   |  |  |       |  |  | lord Augustus FitzRoy |  |  |                                     |  |
|                                           |                   | Elizabeth Cosby                     | William Cosby     |  |  |       |  |  |                       |  |  |                                     |  |
|                                           |                   | Elizabeth Cosby                     | William Cosby     |  |  |       |  |  |                       |  |  |                                     |  |
|                                           |                   | Elizabeth Cosby                     | Grace Montagu     |  |  |       |  |  |                       |  |  |                                     |  |
| lord Charles Fitzroy                      |                   | Elizabeth Cosby                     |                   |  |  |       |  |  |                       |  |  |                                     |  |
|                                           |                   | Henry Liddell, I barone Ravensworth | Thomas Liddell    |  |  |       |  |  |                       |  |  |                                     |  |
|                                           |                   | Henry Liddell, I barone Ravensworth | Thomas Liddell    |  |  |       |  |  |                       |  |  |                                     |  |
|                                           |                   | Henry Liddell, I barone Ravensworth | Jane Clavering    |  |  |       |  |  |                       |  |  |                                     |  |
| hon. Anne Liddell                         |                   | Henry Liddell, I barone Ravensworth |                   |  |  |       |  |  |                       |  |  |                                     |  |
|                                           |                   | Anne Delmé                          | sir Peter Delmé   |  |  |       |  |  |                       |  |  |                                     |  |
|                                           |                   | Anne Delmé                          | sir Peter Delmé   |  |  |       |  |  |                       |  |  |                                     |  |
|                                           |                   | Anne Delmé                          | Anne Macham       |  |  |       |  |  |                       |  |  |                                     |  |
| Robert FitzRoy                            |                   | Anne Delmé                          |                   |  |  |       |  |  |                       |  |  |                                     |  |
|                                           | Alexander Stewart | William Stewart                     |                   |  |  |       |  |  |                       |  |  |                                     |  |
|                                           | Alexander Stewart | William Stewart                     |                   |  |  |       |  |  |                       |  |  |                                     |  |
|                                           | Alexander Stewart | Frances Stewart                     |                   |  |  |       |  |  |                       |  |  |                                     |  |
| Robert Stewart, I marchese di Londonderry | Alexander Stewart |                                     |                   |  |  |       |  |  |                       |  |  |                                     |  |
|                                           |                   | Mary Cowan                          | John Cowan        |  |  |       |  |  |                       |  |  |                                     |  |
|                                           |                   | Mary Cowan                          | John Cowan        |  |  |       |  |  |                       |  |  |                                     |  |
|                                           |                   | Mary Cowan                          | Anne Stewart      |  |  |       |  |  |                       |  |  |                                     |  |
| lady Frances Anne Stewart                 |                   | Mary Cowan                          |                   |  |  |       |  |  |                       |  |  |                                     |  |
|                                           |                   | Charles Pratt, I conte Camden       | sir John Pratt    |  |  |       |  |  |                       |  |  |                                     |  |
|                                           |                   | Charles Pratt, I conte Camden       | sir John Pratt    |  |  |       |  |  |                       |  |  |                                     |  |
|                                           |                   | Charles Pratt, I conte Camden       | Elizabeth Wilson  |  |  |       |  |  |                       |  |  |                                     |  |
| lady Frances Pratt                        |                   | Charles Pratt, I conte Camden       |                   |  |  |       |  |  |                       |  |  |                                     |  |
|                                           |                   | Elizabeth Jeffreys                  | Nicholas Jeffreys |  |  |       |  |  |                       |  |  |                                     |  |
|                                           |                   | Elizabeth Jeffreys                  | Nicholas Jeffreys |  |  |       |  |  |                       |  |  |                                     |  |
|                                           |                   | Elizabeth Jeffreys                  | Frances Eyles     |  |  |       |  |  |                       |  |  |                                     |  |
|                                           |                   | Elizabeth Jeffreys                  |                   |  |  |       |  |  |                       |  |  |                                     |  |